# Fittjamålet
Fittjamålet eller Fittjafallet är massmediers namn på ett mål om en misstänkt gruppvåldtäkt som ska ha ägt rum i Fittja i Botkyrka kommun i augusti 2016. Fallet väckte stor uppståndelse då de fem män som stod åtalade den 19 december friades från alla anklagelser av Södertörns tingsrätt. Den polisutredning som utgjorde grund för domen har mött skarp kritik.

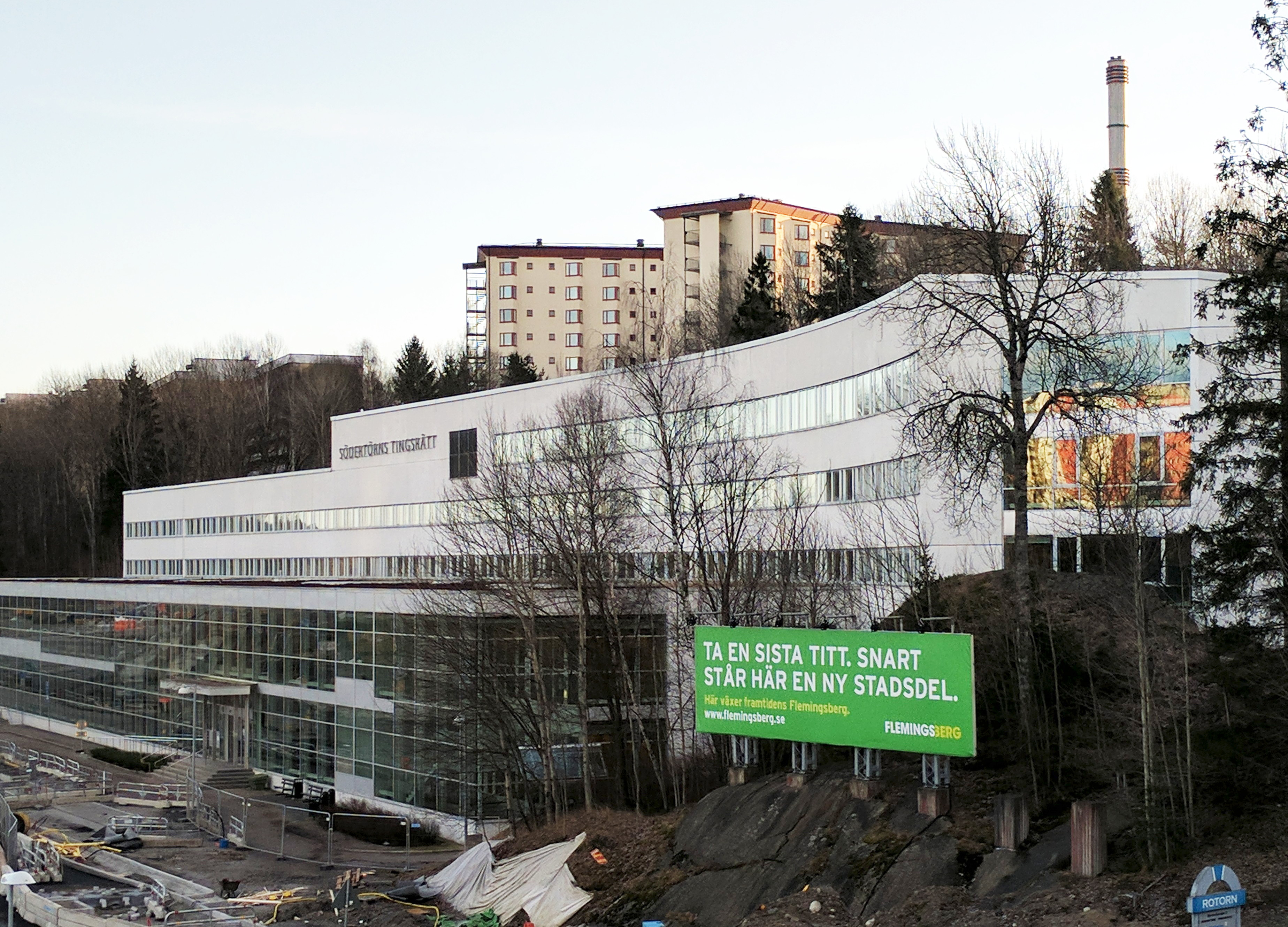
En vy över Södertörns tingsrätt där rättegången ägde rum.

Rättegången sammanföll med hashtagen och rörelsen metoo som under denna tid hade tilltagit i omfattning. På samma dag som domen den 19 december startades en namninsamling med syfte att visa stöd för den 30-åriga kvinnan som var målsägande i fallet. Redan vid 18-tiden på tisdagen hade 69 000 personer skrivit på. I grundbeskrivningen stod också att namninsamlingen ville verka för att offrets berättelse tas på större allvar och att våldtäktsbrott ska utredas noggrant.

## Händelseförloppet

### Kvinnans berättelse
Den målsägande kvinnan ska i augusti 2016 ha begett sig till Fittja centrum för att köpa droger. I polisförhör har hon berättat att hon möttes upp av en man som tog henne till ett bostadshus där ett flertal män väntade i porten. Kvinnan har i förhör sagt att sju till åtta män ska ha slitit av henne kläderna och våldtagit henne i trapphuset. Efter att ha förlorat medvetandet då männen golvet hennes huvud i golvet har hon vaknat upp av att männen turats om. Enligt åklagaren har kvinnan tvingats till oralt, analt och vaginalt samlag med hot och våld.
I förhör berättade kvinnan hur männen ska ha tagit upp henne till den andra våningen och fortsatt med våldtäkten. En man ska ha passerat och sett delar av händelsen men väjt av för att sedan låsa in sig i sin lägenhet. Våldtäkten ska ha pågått i nästan fyra timmar och efter våldtäkten ska kvinnan ha ringt på hos mannen för att söka hjälp varpå han hjälpt henne ut ur huset. Kvinnan ska sedan ha tagit sig i brist på hjälp till centrala Stockholm och gått fram till en polispatrull på Sergels torg för att berätta om händelsen.

### De åtalades berättelse
Den 23-åriga mannen som var misstänkt för medhjälp till gruppvåldtäkten berättade för SVT Nyheter Stockholm att kvinnan gått med på frivilligt oralsex för att ha råd med att köpa narkotika. Han medgav att han hade filmat händelsen men att han hade gjort det för att visa att akten var frivillig. Filmen kommer dock ingen åt; enligt den intervjuade 23-åringen hade mobiltelefonen försvunnit.

## Utredningen
Kvinnan ska i utredningens tidiga skede på en karta pekat ut trapphuset där brottet ska ha skett. Hon fick dock inte besöka platsen och beskriva brottet i en "vallning" utan det tog nästan ett år efter gruppvåldtäkten för polisen att inse att kvinnan pekat ut fel trapphus. I rätt trapphus fann polisen spår av sperma från en 22-årig man som sedan kom att bli en av de åtalade. Polisen kunde säkra spår som under senhösten 2016 fick träff hos profiler i DNA-registret hos nationellt forensiskt centrum (NFC). Resultaten från NFC tog lång tid på grund av långa handläggningstider och polisen kunde på grund av hög arbetsbelastning inte gripa fyra män förrän i juni 2017, tio månader efter att brottet hade begåtts. I förundersökningsprotokollet står det även att 37 ytterligare prov har velat undersökas, men att NFC avstod från att undersöka dessa eftersom man redan var överbelastad med undersökningar. Ytterligare 6 personer kom under året att bli misstänkta för grov våldtäkt.
Förundersökningen kom efter rättegången att anmälas till justitieombudsmannen. Utredningen kritiserades för bristande dokumentation av kvinnans vittnesmål och bristande identifiering av gärningsmän. Den är även anmäld för att ha tagit för lång tid för polisen att göra brottsplatsundersökningar på relevanta platser.

## Domstolsbehandlingen
Rättegången inleddes den 21 november 2017 mot fem åtalade män, tre för misstänkt grov våldtäkt och två för medhjälp. Dessa två ska enligt åtalet ha bidragit till övertaget genom att ha filmat och skrattat åt händelsen. Samtliga av männen nekade till anklagelserna. Under rättegångens tid hade fortfarande inte de 37 prover som skickats in till NFC blivit analyserade och kvinnan hade i förhör sagt att 15–20 män var med i trapphuset varav åtta män våldtog henne.
De åtalade männen sade i sitt försvar att den 30-åriga kvinnan inte haft pengar till att betala för narkotika och att hon därför erbjudit sex som betalning. Den 8 december släpptes de tre männen misstänkta för grov våldtäkt i avvaktan på dom vilket tydde på att de inte skulle fällas för det de stod åtalade för. Den 19 december föll domen som meddelade att samtliga friades från misstanke om brott.
Tingsrätten menade under domen att polisutredningen haft stora brister och att bevisningen som åtalet låg på därför "sviktade". Enligt tingsrätten ska kvinnans uppgifter i förhör ha skiljt sig från de uppgifter som hon gett i rätten. Hennes berättelse ska också ha innehållit "svårförklarliga inslag" och uppgifter som motbevisats av polisutredningen. Med bakgrund av att bevisningen inte varit tillräcklig och att kvinnans trovärdighet ansetts som låg frikändes alla fem åtalade män från alla åtalspunkter. De friande domarna överklagades senare av åklagare.

## Läkarundersökningen
En av anledningarna till att tingsrättens bedömning mött kritik från målsägandebiträde Elisabeth Massi Fritz är på grund av den läkarundersökning som visade hur omfattande skador kvinnan hade efter händelsen. Efter händelsen fördes kvinnan direkt till sjukhus där läkare kunde konstatera att skadorna ”var något utöver det ordinarie”. Det framgår av domen att det är "uppenbart att hon har haft ont" då hon har haft skador som hudavskrapningar, hudmissfärgningar och blåmärken. Sperma från de tre åtalade har också hittats på kvinnans kläder. Enligt tingsrätten går det dock inte att fastslå hur eller när skadorna uppkom eller var de sexuella handlingarna ägt rum då kvinnans uppgifter har varit varierande.